# Stahlwolle

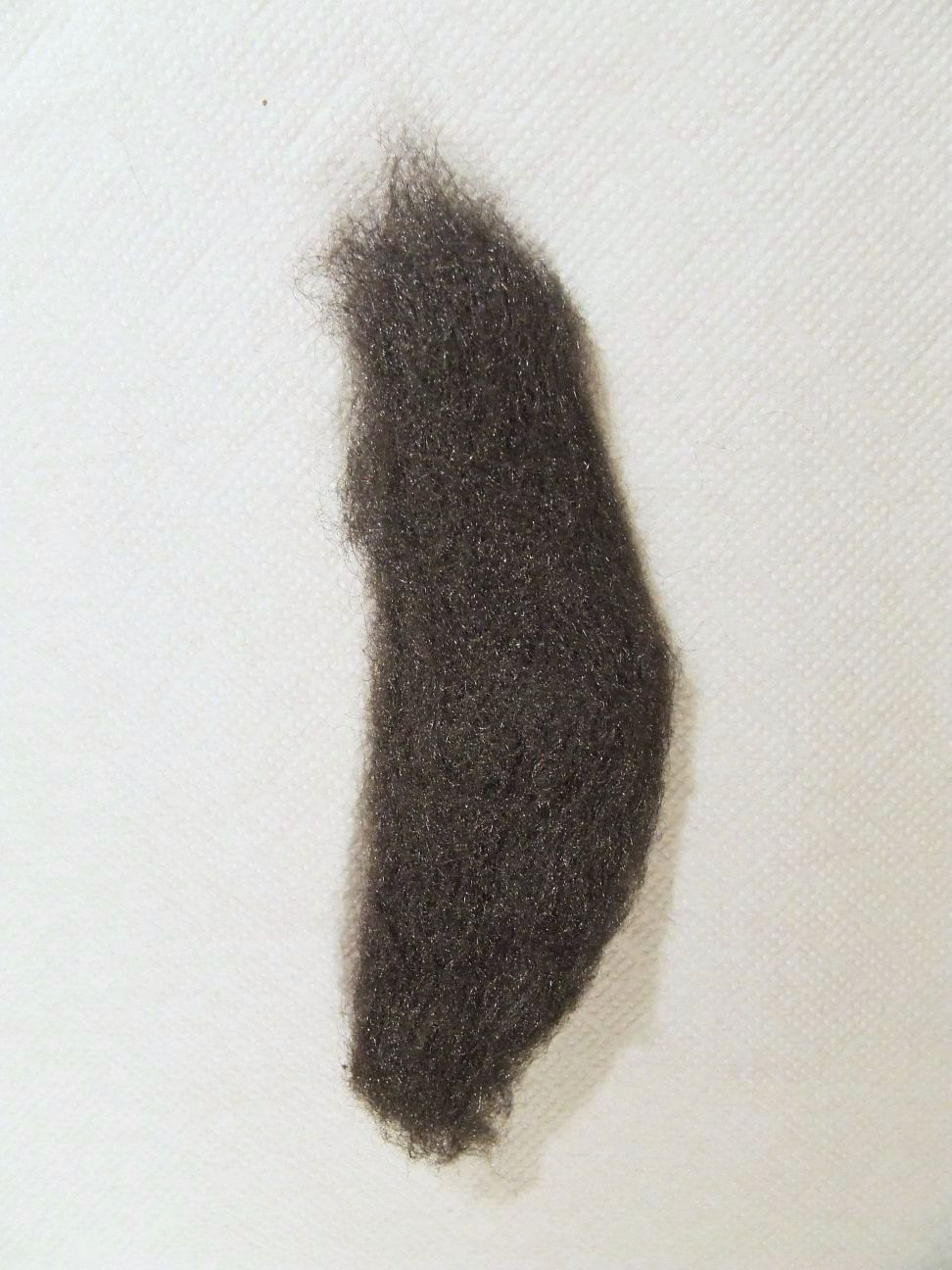
Stahlwolle, Feinheitsgrad Nr. 00

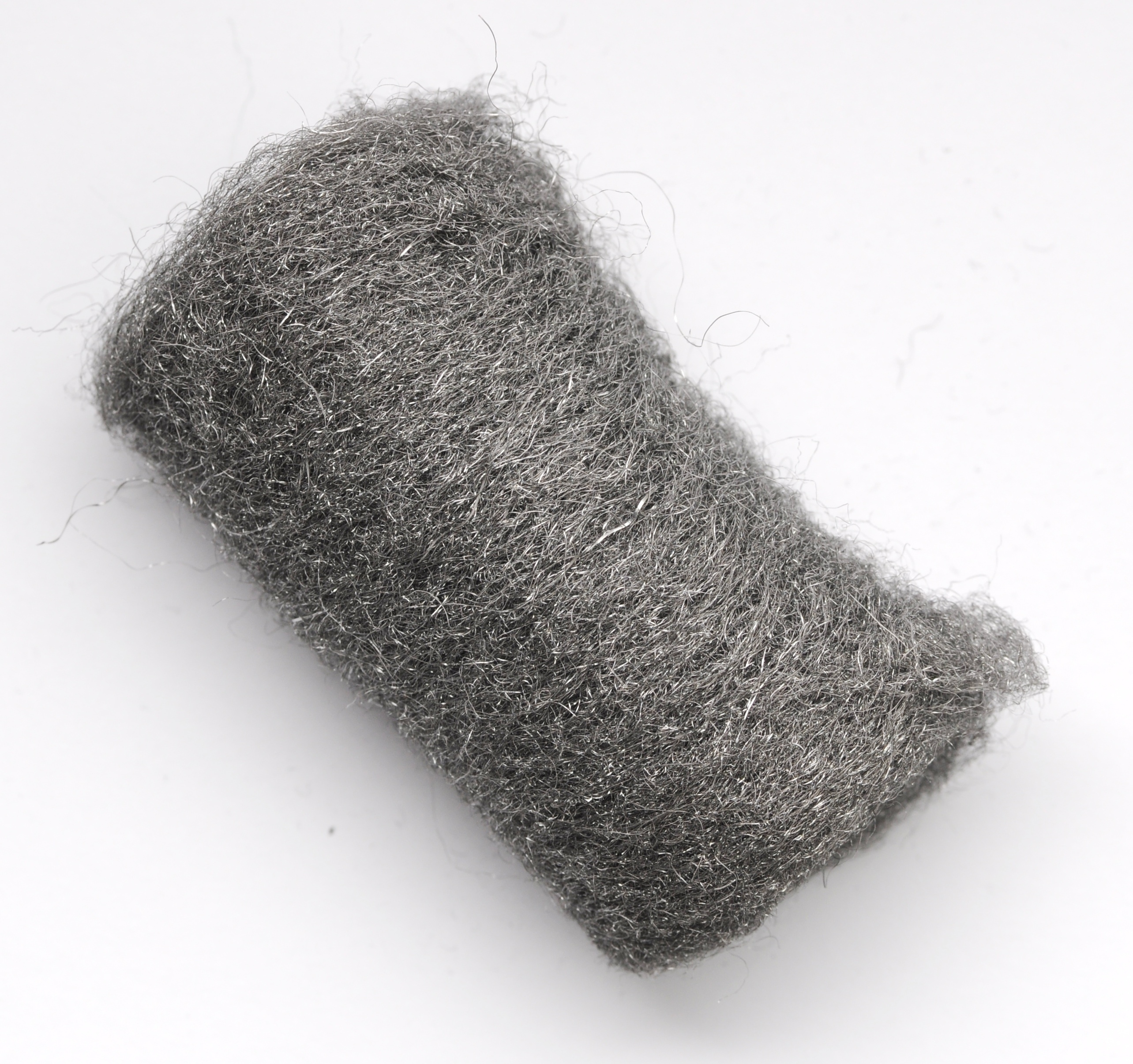
Stahlwolle für den Haushalt wird zu Rollen geformt verkauft.

Als Stahlwolle bezeichnet man gekräuselte Stahlfasern, die durch den speziellen „Ziehklingeneffekt“ der Metallfasern zum Reinigen, Schleifen und Polieren eingesetzt werden.

## Herstellung
Das Vormaterial für Stahlwolle ist ein Stahldraht besonderer Legierung. Dieser wird auf Rollen (Coils) geliefert, durch Spezialmaschinen mit geriffelten Messern gezogen und so in feine Fasern geschnitten. Je nach Messer-Riffelung, Schneidwinkel der Messer und Maschinengeschwindigkeit können feinere oder gröbere Fasern hergestellt werden.
Diese Stahlwollemaschinen können mehrere Feinheitsgrade gleichzeitig produzieren und erzeugen breite Stahlwollebänder, die aus Tausenden von Metallfasern bestehen.

## Eigenschaften und Qualitäten
Handelsübliche Stahlwolle besteht aus einem dicken Band aus scharfkantigen feinen Metallfasern. Diese Fasern haben idealerweise einen 3- oder 4-eckigen Querschnitt, sodass der gewünschte „Ziehklingeneffekt“ entsteht, wenn mit den Stahlwollefasern rechtwinklig zur Schleifrichtung gearbeitet wird. Stahlwolle ist sehr reißfest und elastisch. Sie wird deshalb gerne zum Bearbeiten von gemaserten Holzoberflächen eingesetzt, da die Stahlfasern die Oberflächengeometrie verstärken und nicht planschleifen wie z. B. Schleifpapiere und Schleifvliese. Holzmaserungen werden dadurch noch stärker betont.
Stahlwolle wird nach Feinheitsgraden klassifiziert, in Deutschland üblicherweise als Sorten Nr. 0000, 000, 00, 0, 1, 2, 3, 4, 5. Die feinsten Fasern haben auf dieser Skala die Nr. 0000, die gröbsten die Nr. 5.
Noch gröber als Stahlwolle sind Stahlspäne, deren Feinheitsgrade lauten: FeinFein, Fein, Mittel, Grob, und UltraGrob. Stahlspäne sind außerdem stärker gekräuselt als Stahlwolle und nicht ganz so elastisch.
Diese Klassifizierung gilt international, die tatsächlichen Feinheitsgrade von Stahlwolle können aber von Land zu Land sehr unterschiedlich sein.
Bei trockener Verwendung ist Stahlwolle nahezu unbegrenzt haltbar. Unter Einwirkung von Wasser oder aggressiven Chemikalien kann sie rosten. Rostfrei ist dagegen Edelstahlwolle, die besonders im Feuchtbereich eingesetzt wird.

## Anwendung
Stahlwolle wird zur Bearbeitung unterschiedlichster Oberflächen wie Holz, Metall, Kunststoff, Stein und Glas eingesetzt, auch zum Mattschleifen von polierten und lackierten Flächen.
Die Oberflächenwirkung der Stahlwolle ist äußerst sanft, da sie aus dem „Ziehklingeneffekt“ resultiert und nicht aus der Härte des Stahls.

## Reinigungskissen und -scheiben

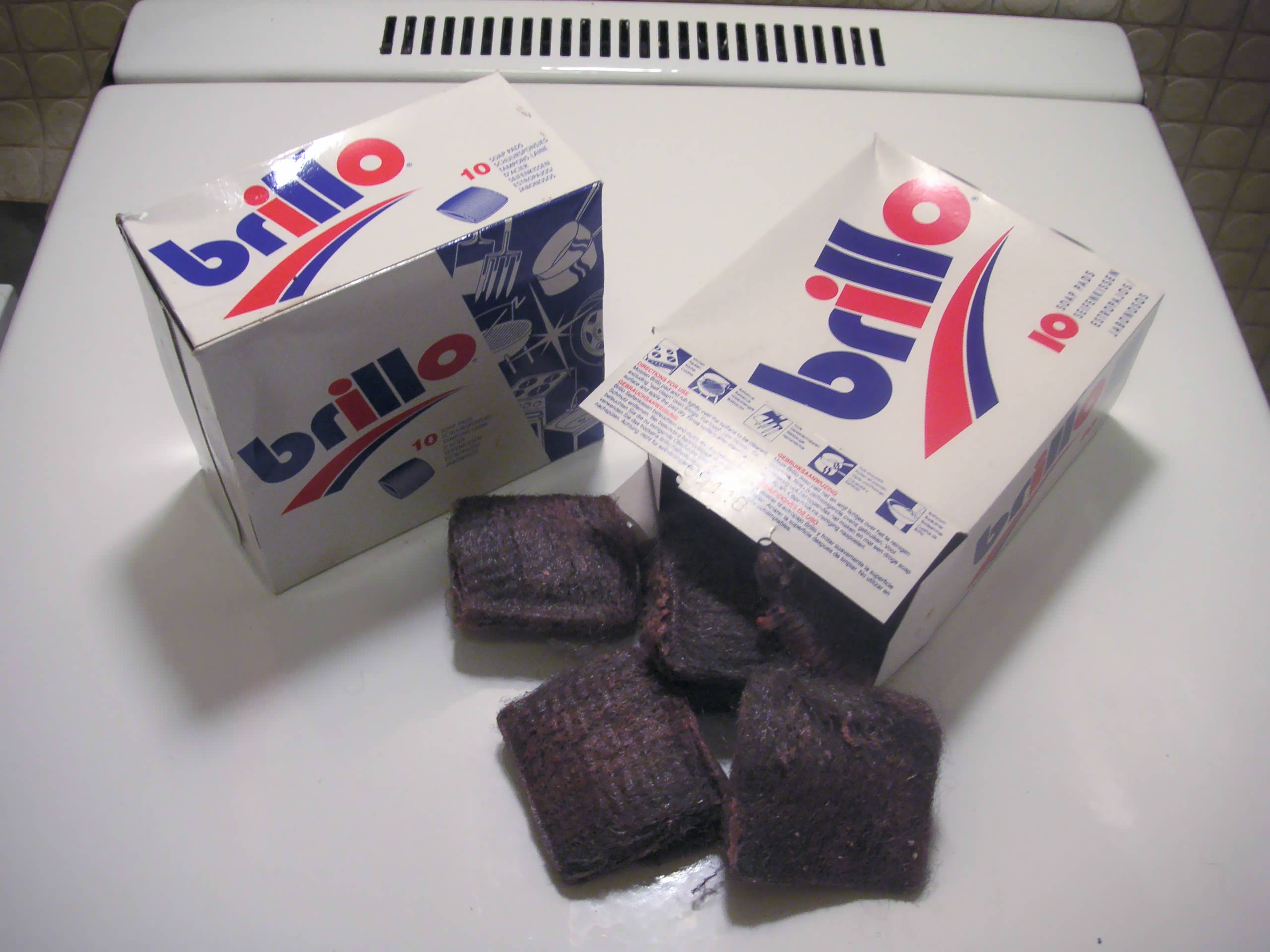
Seifen-Stahlwollschwamm

Für die Verwendung in Gewerbe und Haushalt werden Reinigungskissen oder spezielle Reinigungsscheiben und -ringe aus Stahlwolle für den maschinellen Einsatz auf Holz- und Steinböden angeboten. Diese Produkte, insbesondere die Reinigungskissen für den Haushalt, werden vielfach mit Seifen sowie mit Polierrot versetzt und beispielsweise in der Küche zur Reinigung von Töpfen, Pfannen mit eingebrannten Speiseresten, Kacheln, Fliesen und Glaskeramikherden verwendet. Neben Stahl wird auch Aluminiumwolle für Reinigungszwecke eingesetzt.
In den USA wurde erstmals ein mit Seife versetztes Stahlwollkissen 1913 unter dem Markennamen Brillo patentiert. Unter diesem Namen wird es noch heute in Nordamerika vertrieben. In Deutschland bekannte Marken sind beispielsweise abrazo und Ako-Pads.
Ab 1917 legte der Handelsvertreter Irwin W. Cox Seifen-Stahlwollkissen als Verkaufsbeigabe zu Töpfen bei. Da die Nachfrage nach dieser Stahlwolle höher war als nach Töpfen, begann er sich auf die Herstellung der Topfreiniger zu konzentrieren. Diese Reiniger werden heute noch von der Firma Clorox hergestellt.

## Sonstiges
Mit Stahlwolle ist es auch möglich, zu beweisen, dass Eisen – in Anwesenheit von Sauerstoff – brennen kann. Die Fasern der Wolle glühen sichtbar, wenn man sie über eine heiße Flamme hält, z. B. einen Bunsenbrenner, oder mit einer geladenen Batterie in Kontakt bringt. So kann Stahlwolle zum Entfachen von Feuer im Außenbereich verwendet werden.
Bei der Entsorgung verhält sich Stahlwolle umweltfreundlich. Die Stahlfasern verrotten durch Rosten auf natürliche Weise. Manche Gärtner arbeiten auch Stahlwolle in ihre Beete ein, um den Eisengehalt des Bodens zu verbessern.